# 喀尔巴阡西奇营
第49独立步枪营“喀尔巴阡西奇”（烏克蘭語：49-й окремий стрілецький батальйон «Карпатська Січ»），通称喀尔巴阡西奇营，是乌克兰陆军下属的一个志愿者部队。
该部队由奥列格·库岑(Олегом Куциним)于2014年在乌俄战争期间创建。起初，该部队是一个独立志愿者支队。2015年，该支队成为乌克兰武装部队的一部分，下属于著名的第93机械化旅。同年改建为连级部队，参加了顿内次克机场附近争夺皮斯基、沃佳内、奧皮特內和“布蒂夫卡-顿涅茨克”煤矿等地的多场战斗。连队于2016年解散。
在2022年乌俄战争全面爆发之后，该单位重建为志愿者营“ОДЧ Карпатська Січ”并参加了保卫首都基辅及其周边的伊尔平、羅馬尼夫卡和布羅瓦里等方向的战斗。在乌军成功挫败俄军的基辅攻势后，该营被部署到东线战场的伊久姆一带并于5月重组为第49独立步枪营“喀尔巴阡西奇”。随后，该营参加了哈尔科夫反攻。
該單位以在1930年代存在於喀爾巴阡山脈的“喀尔巴阡西奇”（烏克蘭語：Карпатська Січ）人民防禦組織命名。

## 著名成员
- 曾聖光：中華民國志願者，於2022年11月2日在利曼方向的交戰中遭俄軍炮火擊中陣亡。
- 多布勒：日本志願者，於2022年11月9日陣亡。

## 外部連結
- 喀尔巴阡西奇营的Facebook專頁
- 喀尔巴阡西奇营的Instagram帳戶
- 喀尔巴阡西奇营的X（前Twitter）
- YouTube上的喀尔巴阡西奇营頻道
- 喀尔巴阡西奇营的Telegram

1. ↑  . vikna.tv.